# Lactuca acanthifolia
Lactuca acanthifolia là một loài thực vật có hoa trong họ Cúc. Loài này được (Willd.) Boiss. mô tả khoa học đầu tiên năm 1875.